# Monasterio de Rodilla
Monasterio de Rodilla ist ein Ort und eine nordspanische Landgemeinde (municipio) mit nur noch 169 Einwohnern (Stand: 2024) in der Provinz Burgos in der Autonomen Gemeinschaft Kastilien-León.

## Lage und Klima
Der Ort Monasterio de Rodilla liegt in etwa 880 m Höhe am bereits in der Steinzeit genutzten Korridor von La Bureba, einer Verbindung zwischen oberem Ebro-Tal und den Landschaften am Duero. Die Provinzhauptstadt Burgos befindet sich gut 24 km (Fahrtstrecke) südwestlich; die nächstgrößere Stadt, Briviesca, ist ca. 19 km in nordöstlicher Richtung entfernt. Das Klima im Winter ist rau, im Sommer dagegen gemäßigt und warm; Regen (ca. 670 mm/Jahr) fällt überwiegend im Winterhalbjahr.

## Bevölkerungsentwicklung
| Jahr      | 1857 | 1900 | 1950 | 2000 | 2017 |
| Einwohner | 895  | 715  | 486  | 219  | 173  |

Die Mechanisierung der Landwirtschaft und die Stilllegung kleinerer Bauernhöfe haben im 20. Jahrhundert zu einem Verlust von Arbeitsplätzen und somit zu einer Abwanderung von Menschen in die größeren Städte geführt (Landflucht).

## Wirtschaft
Die Einwohner der Gemeinde leben jahrhundertelang im Wesentlichen als Selbstversorger von der Landwirtschaft (Ackerbau und Kleinviehhaltung) in der fruchtbaren Region La Bureba; erst seit der Mitte des 20. Jahrhunderts wird auch für den überregionalen Markt produziert. Zu Beginn des dritten Jahrtausends sind mehrere Windparks (parques eólicos) als Einnahmequellen des Ortes hinzugekommen.

## Geschichte
Die Umgebung des Ortes war schon den Menschen der Steinzeit und der Antike als viel genutzter Verbindungsweg bekannt; Kelten vom Stamm der Autrigonen siedelten hier und die Römer nannten ihre spätere Ansiedlung Tritium Autrigonum. Im 8. und frühen 9. Jahrhundert befand sich die Gegend unter islamischem Einfluss, doch wurde das Gebiet wegen des ungewohnt rauen Klimas weder dauerhaft besiedelt noch verteidigt. Ende des 9. Jahrhunderts erhielt der kastilische Graf Diego Rodríguez Porcelos von König Alfons III. von Asturien den Auftrag zur Wiederbesiedlung (repoblación) des entvölkerten Gebietes.

## Sehenswürdigkeiten
- Die im 16. Jahrhundert erbaute, später jedoch wiederholt ergänzte Pfarrkirche Santa María Magdalena beeindruckt vor allem durch ihren Glockengiebel (espadaña) mit seitlichen Zierobelisken. Das einschiffige Innere der Kirche beherbergt einen hölzernen romanischen Kruzifixus.
- Das Rathaus mit seinem – in der Art eines Triumphbogens gestalteten dreibogigen Portikus – stammt ebenfalls aus dem 16. Jahrhundert.

Umgebung
- Die Kirche Santa Marina im gleichnamigen, etwa 1,5 km nordwestlich gelegenen Weiler ist ein frühgotischer Bau mit deutlichen Anklängen an die Spätromanik. Die spätgotische Apsis mit ihrem sternförmig gestalteten Rippengewölbe wurde im 16. Jahrhundert hinzugefügt.

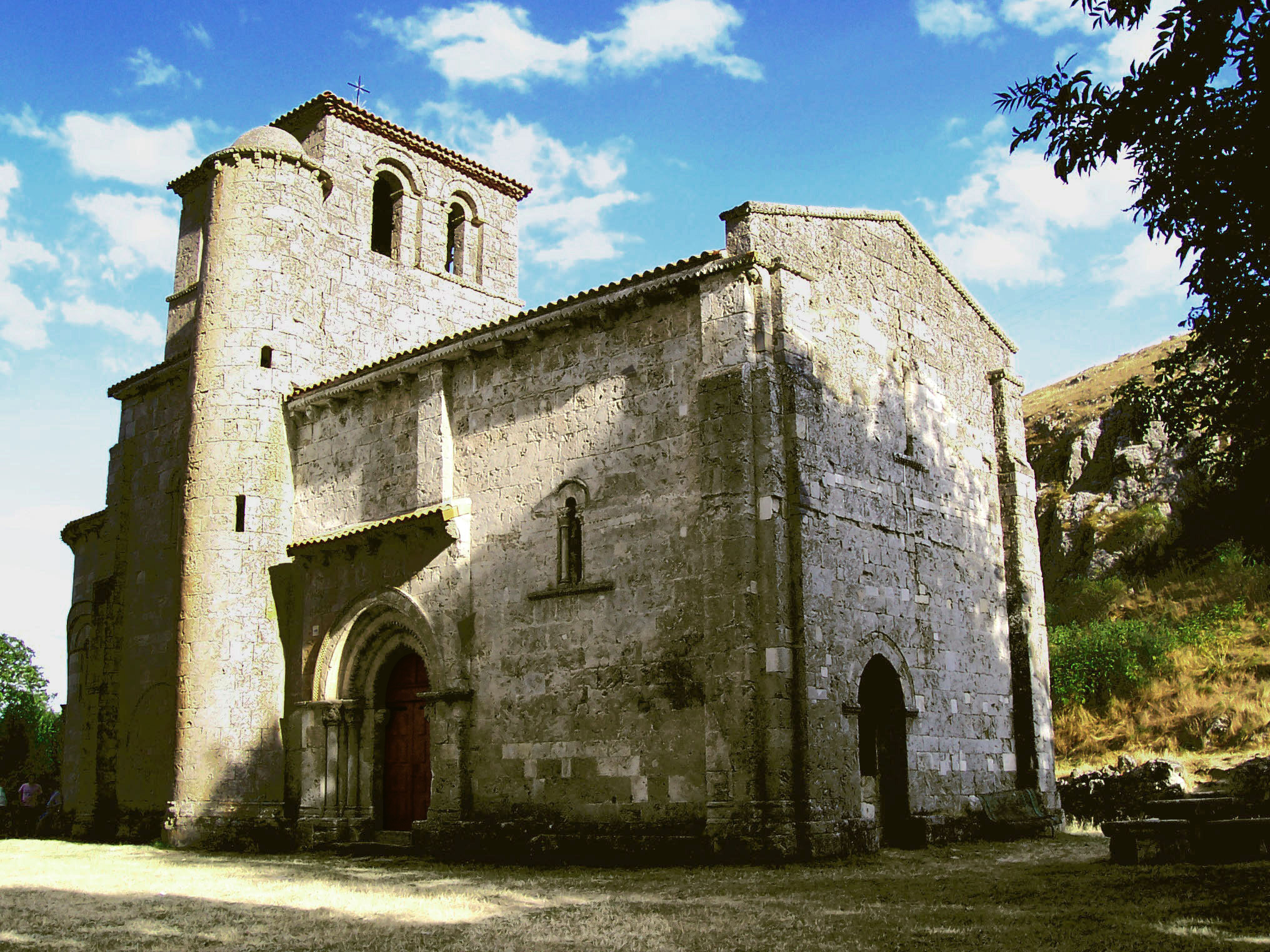
Ermita oder Basilica Nuestra Señora del Valle

- Die ehemalige Klosterkirche Nuestra Señora del Valle, ein einschiffiger Bau aus dem späten 12. Jahrhundert, liegt in einer Talsenke beim Weiler Santa Marina. Von den früher hier ebenfalls existierenden Klosterbauten fehlt jede Spur. Der Kirchenbau ist in entwickelten spätromanischen Stilformen errichtet, die sehr wahrscheinlich aus dem Südwesten Frankreichs entlehnt sind und über den von Bayonne und Irún kommenden Jakobsweg (Camino Francés) in diese Gegend kamen. Die Steine sind exakt behauen und vermauert; Ecken und Seitenwände sind durch schlanke Strebepfeiler stabilisiert. Markanteste Bauteile sind die außen wie innen durch drei breite Blendarkaden gegliederte Apsis, der von einem runden Treppenturm begleitete Vierungsturm und das leicht aus der Wand hervortretende Archivoltenportal auf der Nordseite. Wichtigster Bauschmuck sind die unterhalb der Dachtraufen verlaufenden Konsolenfriese mit ihren figürlich, vegetabilisch oder geometrisch gestalteten Konsolen, aber auch im Bereich des leicht angespitzten und mit Diamantstäben geschmückten Portals finden sich Fratzenköpfe und figürlich gestaltete Kapitelle. Allen diesen Figuren ist eine sowohl dekorative wie unheilabwehrende (apotropäische) Funktion gemeinsam.[5]

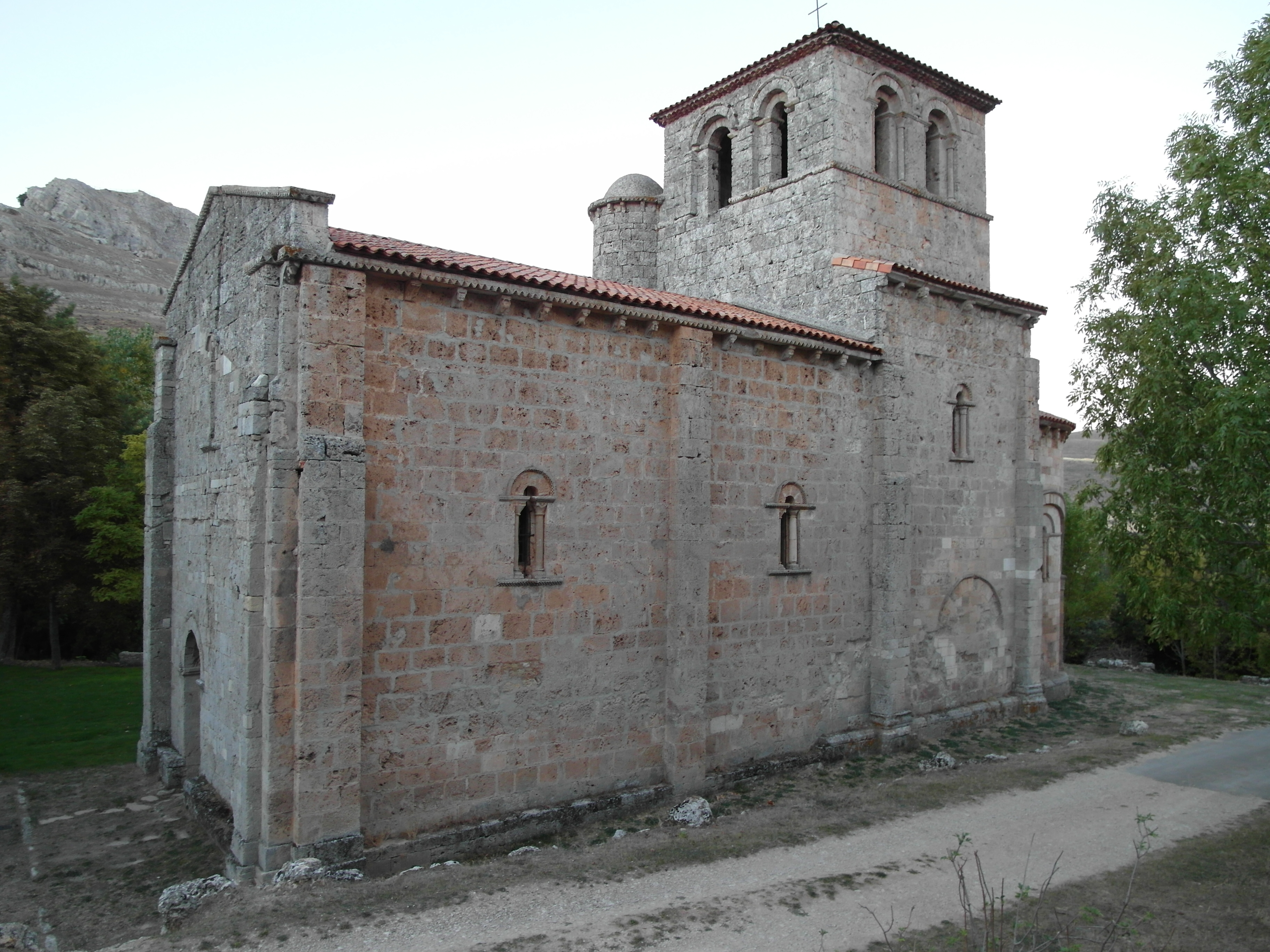
Kirche von Südwesten
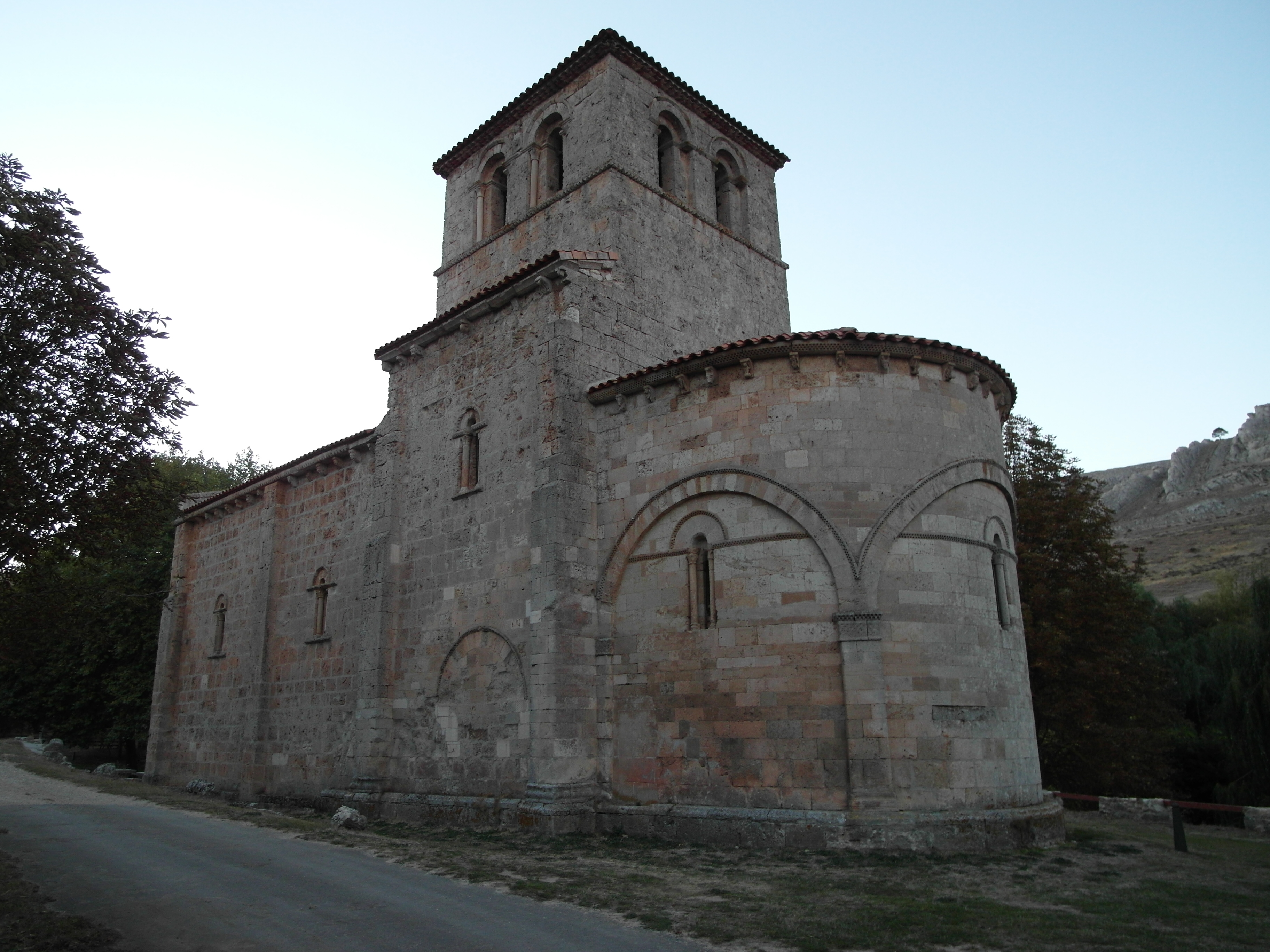
Apsis und Vierungsturm
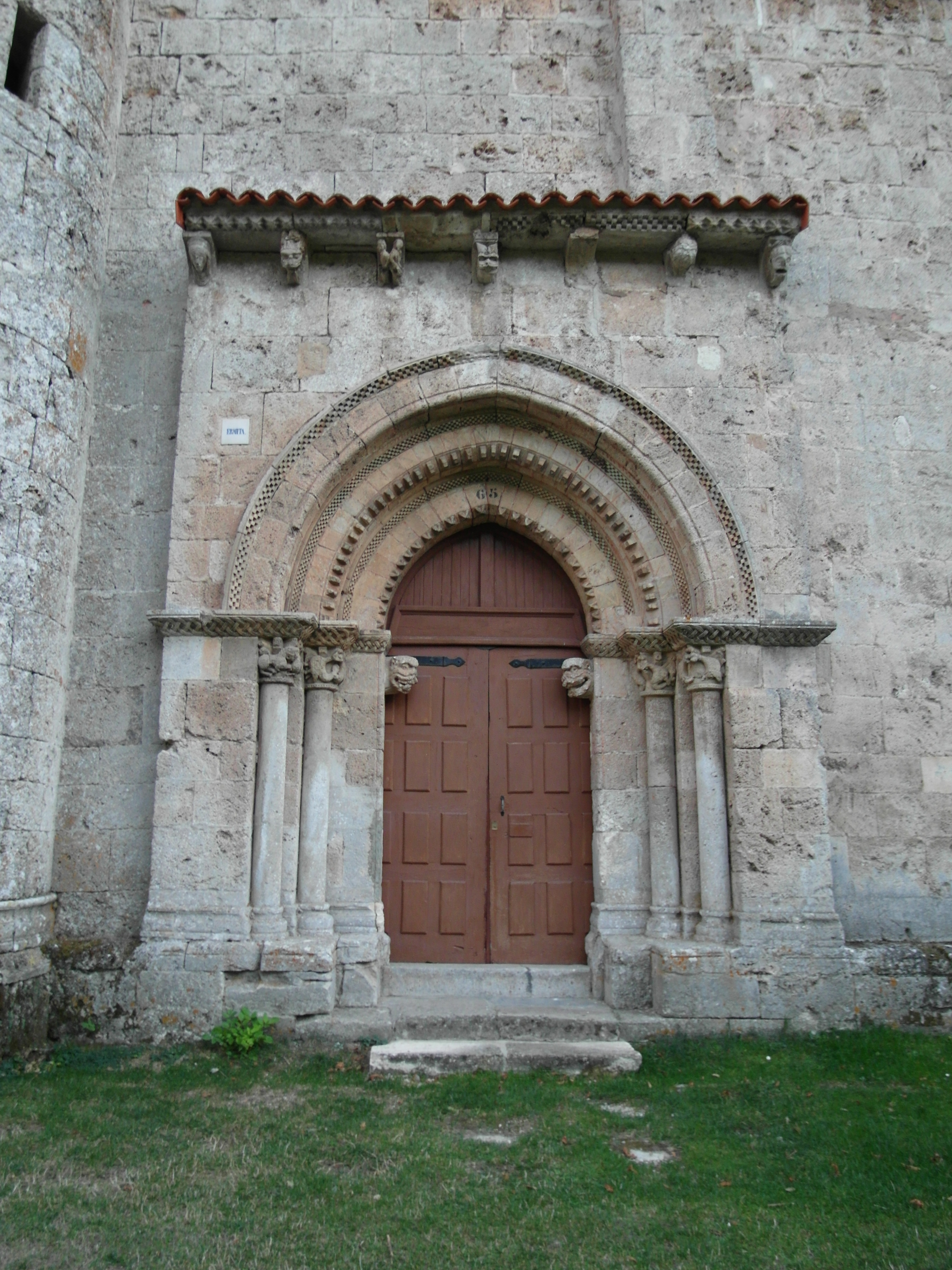
Portal mit Konsolenfries
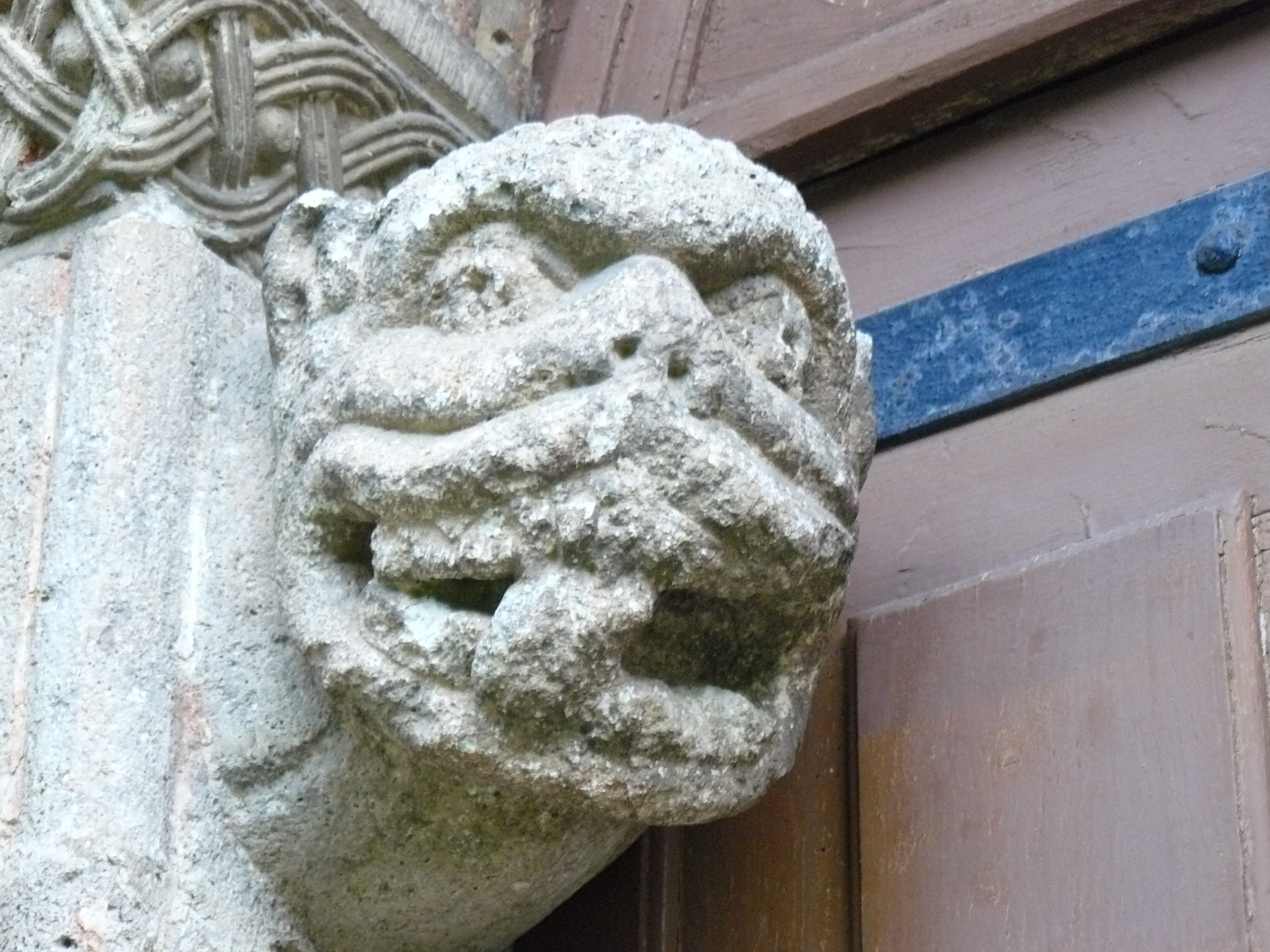
Fratze am Portal
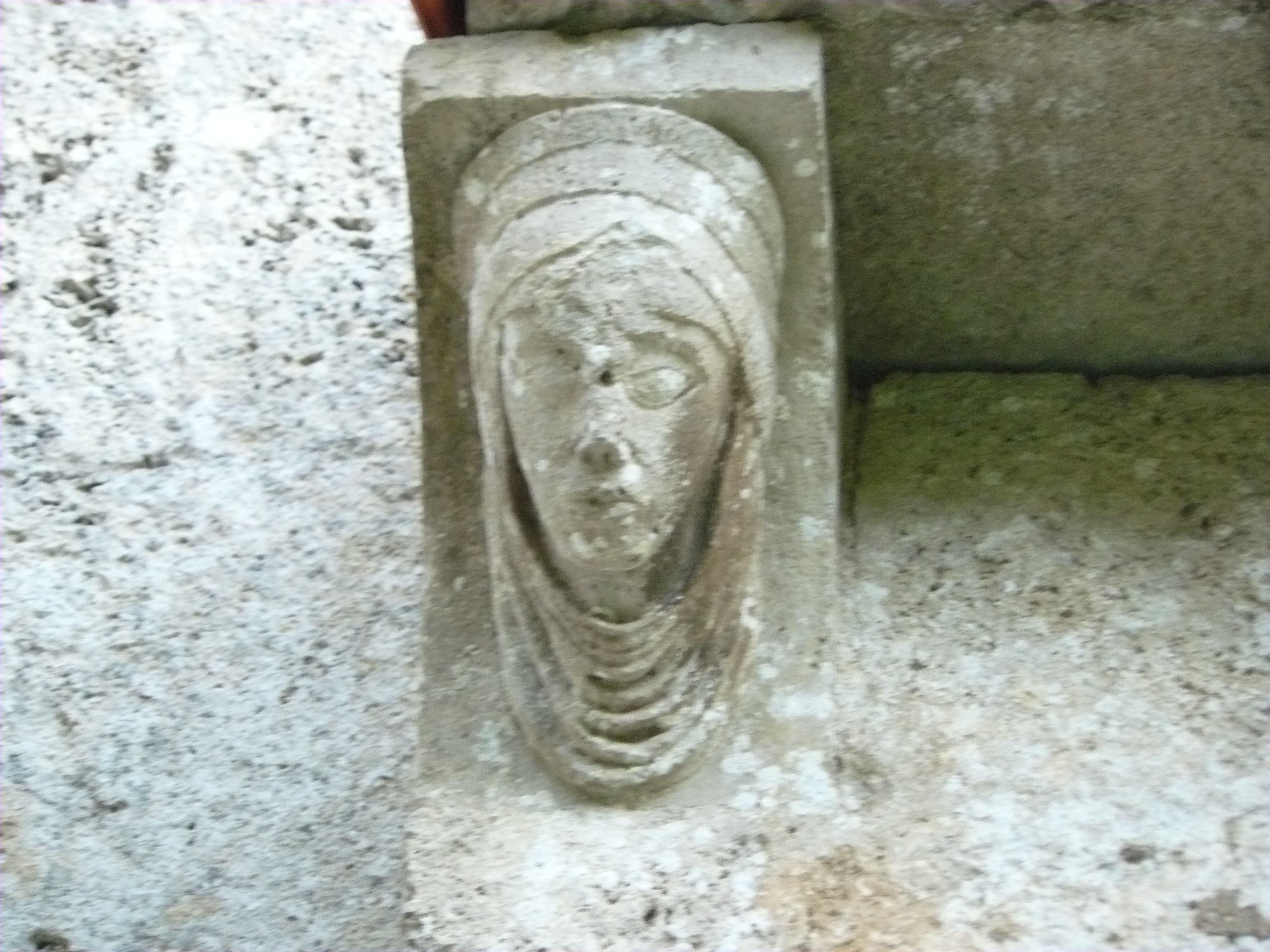
Frauenkopf
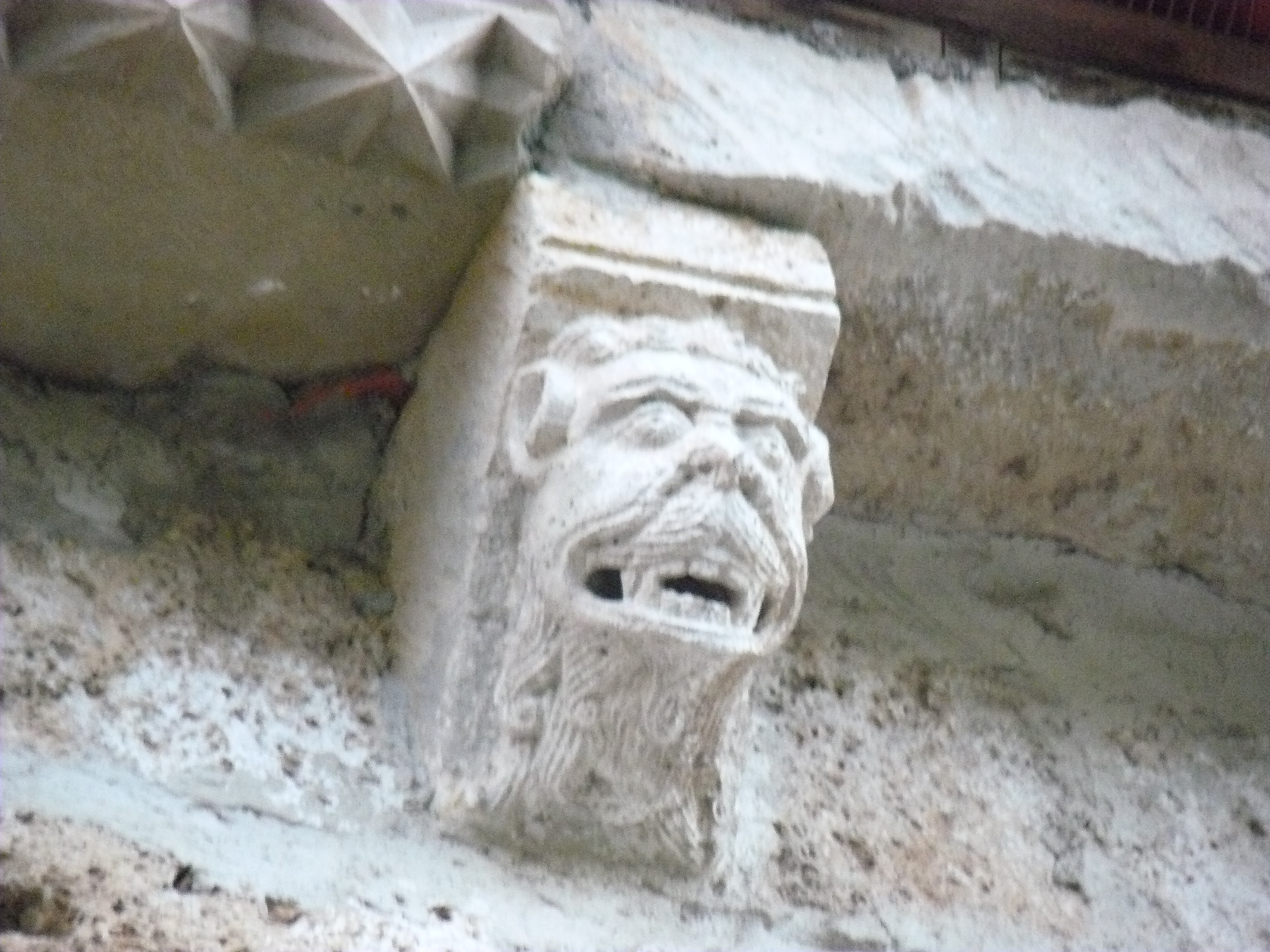
Fratze

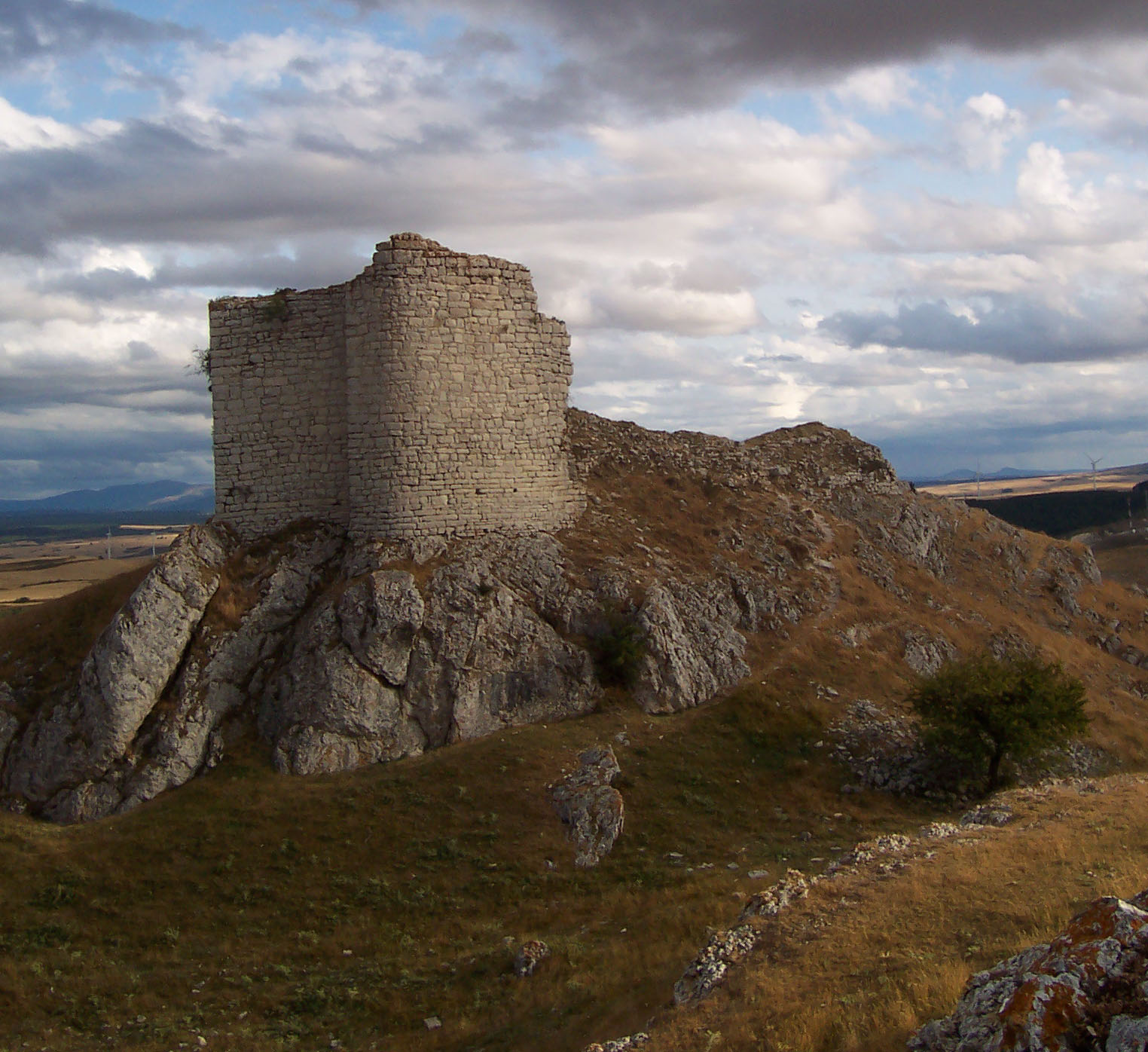
Castillo

- Die Ruinen der Burg (Castillo de Monasterio de Rodilla) befinden sich etwa 2 km nordwestlich der Ortschaft. Die erhaltenen Mauerreste werden von einigen Forschern noch dem ausgehenden 9. Jahrhundert zugerechnet, als der kastilische Graf Diego Rodríguez Porcelos von König Alfons III. von Asturien den Auftrag zur Wiederbesiedlung (repoblación) der Gegend erhielt. Andere sehen in den zwar unregelmäßigen, aber ansatzweise behauenen Steinen Indizien für eine spätere Datierung. Wahrscheinlich ist auch die (teilweise) Wiederverwendung von Steinen der nahegelegenen Römerstadt Tritium Autrigonum. Die in einer Urkunde des Jahres 1011 erstmals erwähnte Burg bildete – zusammen mit den benachbarten Burgen Castillo de Pancorbo und Castillo de Úrbel – eine Verteidigungslinie gegen islamische Angriffe aus dem Süden der Halbinsel.
- Von der etwa 1 km nördlich gelegenen – ehemals keltiberischen – Römerstadt Tritium Autrigonum haben sich nur spärliche Reste erhalten: Zu erahnen ist ein annähernd kreisförmiger Wall, in dessen Nähe Ziegelbruchstücke sowie einige wenige behauene Steine herumliegen. Auch von der keltischen Nekropole ist nicht mehr viel zu sehen.